# Tore Ørjasæter

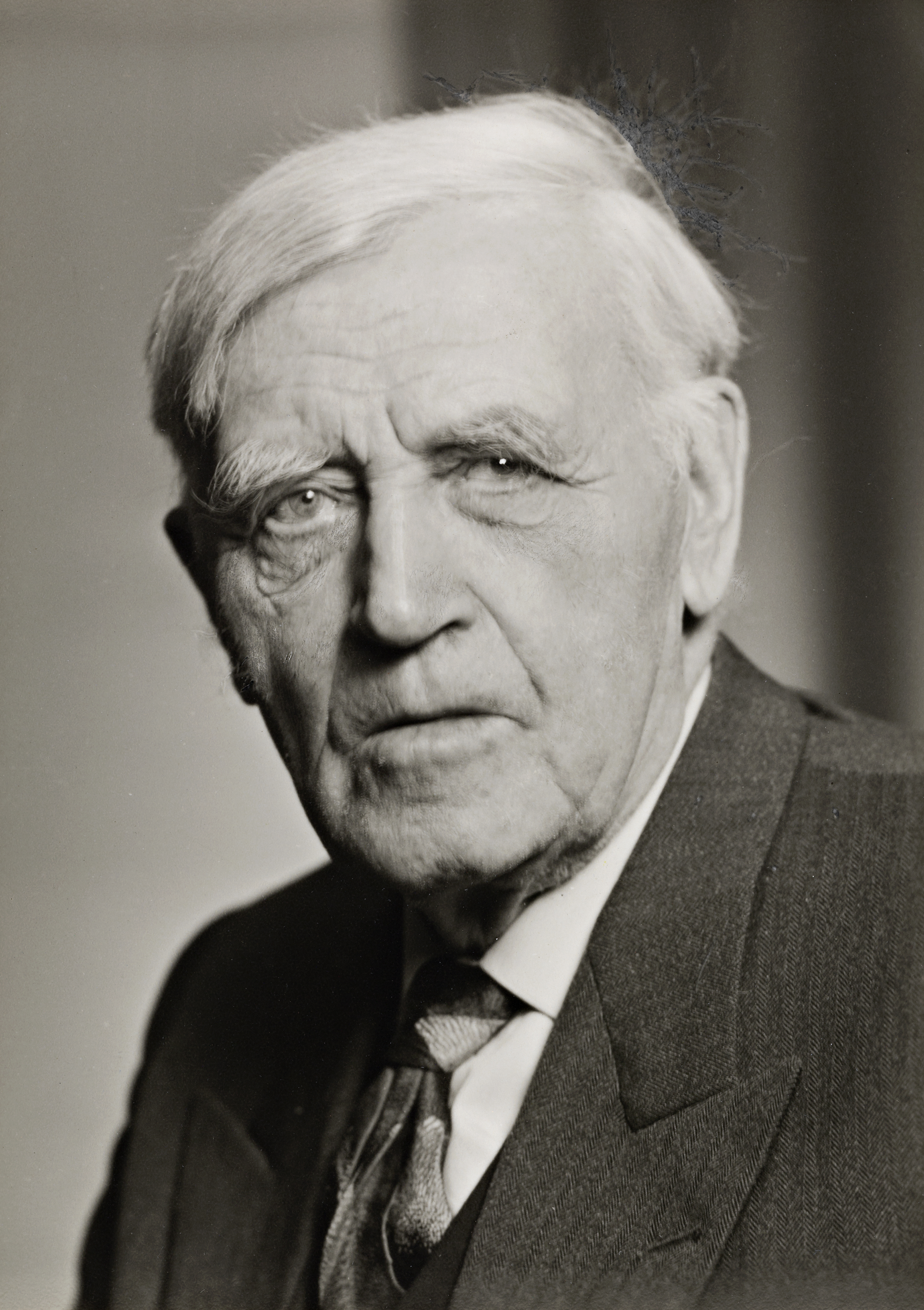
Tore Ørjasæter'

Tore Ørjasæter, född 8 mars 1886 i Skjåk i Oppland, död 29 februari 1968 i Lillehammer, var en norsk författare. Han var far till Jo Ørjasæter, som var gift med Tordis Ørjasæter.

## Biografi
Ørjasæter debuterade 1908 med diktsamlingen Ættararv. 1909 kom I dalom och 1913 Gudbrand Langleite, den första delen i en episk-lyrisk trilogi som fortsattes med Brumillom (1920) och Skuggen (1927). Den utkom omarbetad 1941 under den gemensamma titeln Gudbrand Langleite, och omfattar en hel livsskildring. Boken berättar om arbetet på en gård, om brytningen mellan den gamla och den nya tiden på landsbygden, men centralt i verket står människan. I prosaberättelsen Fararen (1922) skildrar Ørjasæter sin egen livshistoria som kommentar till de första delarna av trilogin. Manns kvæde (1915) tar upp mannens förhållande till kvinnan, medan Skiringsgangen (1925) är mystisk-religiöst grubblande.
Elvesong (1932) räknas som Ørjasæters mest helgjutna diktsamling; fina lyriska värden har också Livet skal vinne (1939), Livsens tre (1945) och Klårhaust (1963). Ørjasæter gav också ut en satirisk roman, Uppheimen på Sandnes (1933), reseskildringen Jonsokbrev (1936) och flera skådespel: Jo Gjende (1917), Anne på Torp (1930), Christophoros (1948) och Den lange bryllaupsreisa (1949).
Både som lyriker och som dramatiker hålls Ørjasæter bland Norges främsta. Hans diktning präglas av ett intensivt och kompromisslöst sökande efter sanningen om tillvarons grundproblem. Han uppbar konstnärslön från 1929 och tilldelades Doblougprisen 1952. I flera år var han medlem av Den norske Forfatterforenings litterära råd. Till hans 60-årsdag kom ett urval av hans lyrik, Viljen og lagnaden, med förord av Sigrid Undset, och 1966 kom Den lange leid, i urval och med förord av Leif Mæhle.